# Mirocapritermes
Mirocapritermes es un género de termitas isópteras perteneciente a la familia Termitidae que tiene las siguientes especies:
1. Mirocapritermes concaveus
2. Mirocapritermes connectens
3. Mirocapritermes hsuchiafui
4. Mirocapritermes jiangchengensis
5. Mirocapritermes latignathus
6. Mirocapritermes prewensis
7. Mirocapritermes snyderi
8. Mirocapritermes valeriae